# Mars Direct
Mars direct è una proposta di missione umana su Marte progettata in modo da essere economica e possibile con le attuali tecnologie. Fu originariamente presentata in un documento di ricerca della NASA dagli ingegneri Robert Zubrin e David Baker nel 1990, e successivamente ampliata nel 1996 da parte di Zubrin.

## Storia
La missione fu proposta da Zubrin in risposta ad un progetto interno della NASA che prevedeva un budget di circa 500 miliardi di dollari per tale missione. L'idea di Zubrin era di proporre un'idea con un profilo economico relativamente basso.

## Dettagli della missione
Mars direct è chiamata così perché non prevede stazioni orbitanti intermedie, ma un viaggio dalla Terra a Marte, diretto. Il fulcro del progetto, l'idea rivoluzionaria che avrebbe permesso un notevole taglio dei costi, era la produzione del carburante del viaggio di ritorno direttamente sulla superficie di Marte, per risparmiare sul trasporto della Terra. L'atmosfera di Marte permette la produzione di ossigeno e metano, ma rimane necessario portare idrogeno liquido dalla terra.
Data la vicinanza periodica di Marte alla Terra ogni 26 mesi circa, le finestre di lancio sono ridotte e vanno inviati rifornimenti e beni di prima necessità prima dell'arrivo dell'uomo sulla superficie.

### Piano dei lanci
Il primo lancio prevedeva l'invio di una fornitura di idrogeno, un impianto di produzione chimico e un piccolo reattore nucleare. Lo scopo è produrre ossigeno e metano necessari per il viaggio di ritorno.
Il secondo lancio prevedeva l'invio di un habitat e dell'equipaggio umano. L'equipaggio avrebbe trascorso il viaggio di trasferimento su Marte dentro l'habitat in un ambiente a gravità simulata.
Dopo due anni di missione, l'equipaggio sarebbe tornato grazie al carburante prodotto negli anni dall'impianto chimico spedito col primo lancio.